# 明豊中学校・高等学校
明豊中学・高等学校（めいほうちゅうがく・こうとうがっこう）は、大分県別府市野口原にある私立中学校・高等学校。

## 概要
2001年（平成13年）4月、別府大学附属高等学校を運営していた学校法人別府大学と明星（みょうじょう）中学・高等学校を運営していた学校法人明星学園の合併によって発足した。校名は明星学園の「明」と別府大学の旧称の豊州女学校の「豊」を合わせたもの。
卓球部、野球部、剣道部、女子バスケットボール部が全国レベルである。

## 沿革

### 別府大学附属高等学校
（別府大学附属高等学校の節の出典）
- 1908年4月12日 - 豊州女学校開校
- 1927年1月26日 - 豊州女学校廃校　昭和女学院が継承
- 1929年3月25日 - 昭和実践女学校に校名変更
- 1938年4月1日 - 再び豊州女学校に校名変更
- 1939年4月1日 - 豊州高等女学校に校名変更
- 1941年4月20日 - 財団法人豊州高等女学校設立認可
- 1948年4月 - 学制改革により大分女子高等学校に校名変更
- 1950年4月 - 自由ヶ丘高等学校に校名変更　男女共学化　現在地へ移転
- 1951年2月 - 財団法人豊州高等女学校から学校法人佐藤学園へ組織変更認可
- 1958年4月1日 - 別府大学附属高等学校に校名変更
- 1964年 - 通信制課程を設置　大分県で当時唯一の私立高等学校通信制課程
- 1997年5月 - 学校法人佐藤学園から学校法人別府大学へ名称変更
- 1999年 - 全日制生徒募集停止
- 2001年3月 - 閉校　通信制課程は明豊高等学校に移管

### 明星中学・高等学校
（明星中学・高等学校の節の出典）
- 1948年4月 - 明星中学校開校
- 1951年 - 学校法人明星学園設置
- 1954年4月 - 明星高等学校開校
- 1999年 - 生徒募集停止
- 2001年3月 - 閉校

### 明豊中学・高等学校
- 1998年8月 - 学校法人別府大学と学校法人明星学園が合併認可　存続法人は学校法人別府大学
- 1999年4月 - 明豊中学校・明豊高等学校開校

## 設置形態
- 中学校
- 高等学校
  - 全日制
    - 普通科
    - 看護科
    - 看護科専攻科

  - 通信制
    - 普通科

全日制の普通科には特別進学クラスと高大連携クラス、体育専攻クラスがあるが、高大連携クラスは、2年次に「情報経営進学コース」「食物進学コース」「幼児教育進学コース」へと分かれる。

## 教育方針

### 校歌
校歌『明日への旅』（作詞 - 南育代、作曲 - 南こうせつ）
- 大分県出身のフォーク歌手である南こうせつの作曲で、校歌には珍しく現代歌謡曲のような曲調が特徴的である。
- 選抜高等学校野球大会と全国高等学校野球選手権大会大分県予選で流れるバージョンは、こうせつが歌唱している。また交流試合でも、このバージョンが流れた。
- 近年の甲子園ではチャンスにこの歌を打者の応援曲としてブラスバンドが演奏している。

## 部活動

### 運動部
- ソフトテニス部
- 卓球部
- バスケットボール部
- 剣道部
- テニス部
- 弓道部
- 野球部

選抜高等学校野球大会：出場5回（但し2020年の選抜大会は新型コロナの世界的蔓延で中止。出場回数のみカウント。なお交流試合では勝利）8勝4敗 2021年春（第93回） 準優勝  2009年夏（第91回）ベスト8
全国高等学校野球選手権大会：出場9回 9勝6敗

### 文化部
- チア部 本校野球部が選抜高等学校野球大会に出場した際、阪神甲子園球場のアルプススタンドでチアリーディング部員が応援中、保護者席に座っていた男がチアリーダーのスカートの中にスマートフォンを入れるという盗撮事件が発生した[3]。試合後に学校関係者が被害届を提出したものの、男の消息は不明なままである[3]。学校側はこの事態を受けてチア部のユニフォーム見直しを提案[3]、2022年以降、上半身の場合、夏はノースリーブシャツから半袖シャツ（中に長袖のインナー又はアームガードを着用可）に変更、下半身はスカートの中にアンダーパンツ（アンダースコート又はブルマー）のユニフォームから夏はスカートの中にレギンス類（スイムレギンス又はスイムトレンカも着用可）、冬はスキニーパンツ類に変更した[3]。この変更には保護者から反感もあったが、盗撮が実際に起きたこととデジタルタトゥーの問題を説明すると、保護者にはすぐに受け入れられた[3]。レギンス類とスキニーパンツ類は日焼け・寒さの対策としても、部員から受け入れられている[3]。
- インターアクト部
- ESS部
- 書道部
- 茶道部
- 吹奏楽部
- 放送部
- 科学部
- 華道部
- 写真部
- 文芸部
- 野外活動部
- ドローン部

## 著名な出身者

### 別府大学附属高等学校出身
- 衛藤雅登（元プロ野球選手）
- 宮本実（近鉄入団拒否（ドラフト9位）、河合楽器）
- 島津佳一（元プロ野球選手）
- 梅野哲徳（元プロ野球選手）
- ウィリー木原（大洋入団拒否（ドラフト4位）、法政大学）
- 池辺忠則（元プロ野球選手）
- 仲元寺政昭（元プロ野球選手）
- 宮本尊義（元プロ野球選手）
- 高木昇（元プロ野球選手）
- 井上晃二（元プロ野球選手）
- 佐野浩一（元プロ野球選手）
- 石本努（元プロ野球選手）
- 仲光秀記（元プロ野球選手）
- 城島健司（元プロ野球選手、現福岡ソフトバンクホークス球団会長付特別アドバイザー）
- 田中敬人（元プロ野球選手）
- 稙田龍生（創成館高等学校（長崎）野球部・監督（2008年より））
- 山下久美子（歌手）※中退

### 明星高等学校出身
- 藤田紀子（女優）

### 明豊高等学校出身
- 今宮健太（プロ野球選手）福岡ソフトバンクホークス（2010年より）
- 山野恭介（元プロ野球選手）広島東洋カープ（2011年より）
- 濱田太貴（プロ野球選手）東京ヤクルトスワローズ（2019年より）
- 中西麻耶（陸上競技選手・パラ選手）
- SALLiA（歌手、作詞、作曲、編曲家、音楽プロデューサー）
- 居谷匠真（プロ野球選手）福岡ソフトバンクホークス（2021年より）
- 京本眞（プロ野球選手）読売ジャイアンツ（2022年より）

## 関連校
- 別府大学
- 別府大学短期大学部
- 別府大学明星小学校
- 別府大学明星幼稚園
- 別府大学附属幼稚園
- 別府大学附属看護専門学校
- 境川保育園
- 春木保育園

## 学校周辺
- 別府市役所
- 別府駅
- ビーコンプラザ
- 別府公園
- 南立石公園
- 別府市総合体育館
- 大分県立別府翔青高等学校
- 別府市立青山中学校
- 別府市立山の手中学校
- 明豊キャンパス前バス停